# Акино, Хавьер
Хавье́р Игна́сио Аки́но Кармо́на (исп. Javier Ignacio Aquino Carmona; 11 февраля 1990, Оахака-де-Хуарес) — мексиканский футболист, правый вингер мексиканского клуба «УАНЛ Тигрес». Выступал за сборную Мексики.

## Клубная карьера
Хавьер Акино начинал играть в футбол в родном городе Сан-Франсиско-Ишуатан. Он был замечен скаутами клуба «Крус Асуль» и приглашён в его фарм клуб — «Крус Асуль Лагунас», выступавший в четвёртом дивизионе. Вскоре он перебрался в Мехико, в дубль «Крус Асуля», а в 2010 году дебютировал в основном составе команды.
24 октября 2010 года Хавьер Акино забил первый гол за «Крус Асуль» в чемпионате Мексики. В Турнире Апертура-2011 он стал лучшим распасовщиком с 6 голевыми пасами.

## Карьера в сборной
4 июля 2011 года Хавьер Акино сыграл первый матч в сборной Мексики, в игре с Чили в рамках Кубка Америки-2011. Всего за национальную сборную провёл 5 матчей, в том числе 3 на Кубке Америки и 2 товарищеских.
С 2011 года играет за олимпийскую сборную Мексики (до 23 лет). В 2011 году со своей сборной стал победителем Панамериканских игр. На футбольном турнире Олимпиады-2012 в Лондоне принял участие во всех шести матчах, забил 1 гол и завоевал золотую медаль.

## Достижения
Мексика
- Олимпийские игры 2012

 УАНЛ Тигрес
- Чемпион Мексики (1): Апертура 2015